# 高貴紅菇
高貴紅菇（學名：Russula nobilis），俗稱山毛櫸病患（beechwood sickener），是一種擔子菌門真菌，隸屬於俗稱脆褶（Brittlegill）的紅菇屬。這種真菌體形適中，顏色為紅色或玫瑰色，且是不可供食用的。

## 分類
對高貴紅菇最早的描述者是1920年的捷克真菌學家約瑟夫·維倫諾夫斯基，其學名即為現今的學名。而其異名「美丽紅菇」（Russula mairei）則是由德國真菌學家羅爾夫·辛格於1929年給予的。其學名中的源自拉丁文，意思是「高貴的」。

## 描述
高貴紅菇的菌蓋直徑約為3–6厘米（1.2–2.4英寸），呈紅色、玫瑰色或白色，且稍具粘性。起初呈凸面狀，但隨著年齡增加會漸漸變成扁平狀或下陷狀。其菌柄高2.5–4.5厘米，厚1–1.5厘米，穩固，呈白色，形狀為圓柱形。其菌褶是自由下垂的，呈白色，有時候會染有藍綠色的色調，且它們之間的間距不大。菌蓋部份的菌肉呈粉紅色，而菌柄部份的菌肉則呈白色。其味道辛辣，且年輕時有著類似椰子的氣味。其孢子印呈白色，而橢圓形擔孢子的大小則為7–8 x 6–6.5微米。

## 分佈及生境
高貴紅菇廣泛地分佈於亞洲、北美洲和歐洲，並且通常於秋季在林地區域中出現。這種真菌是以外生菌根的方式依附著山毛櫸生長。

## 可食性
高貴紅菇有著辛辣的味道，且可能含有有毒成份，因此是不可供食用的。很多類似的紅菇屬真菌在生吃時也是有毒的。進食有毒紅菇屬真菌在後的症狀主要是與胃腸道有關的：腹瀉、嘔吐和腹部絞痛。雖然高貴紅菇的有毒成份仍然未知，但真菌學家們指出有毒成份很可能是有毒紅菇獨有的倍半萜。